# I Love You
I Love You – pierwszy album koncertowy „nowego” T.Love. Został nagrany w 1993 roku, a wydany rok później. Promowały go piosenki zrealizowane w studiu już bez udziału Janka Benedeka: „I Love You” i „Syn miasta” (cover francuskiej grupy Mano Negra utworu „Out of Time Man”), pozwoliły płycie dobrze się sprzedać. Na płycie znajdują się najsłynniejsze piosenki grupy w wydaniu koncertowym – „IV LO”, „Warszawa” czy „King”, a także covery – Boba Marleya – „No Woman, No Cry” i The Doors – „People Are Strange”.
Album osiągnął certyfikat złotej płyty.

## Lista utworów
1. „Pocisk miłości”
2. „Nabrani”
3. „IV LO”
4. „X”
5. „Na bruku”
6. „King”
7. „Dzikość serca”
8. „He Was Born to Be A Taxi Driver”
9. „Bęben mój”
10. „Motorniczy”
11. „Warszawa”
12. „To wychowanie”
13. „Karuzella a kapella”
14. „People Are Strange”
15. „No Woman, No Cry”
16. „Syn miasta”
17. „I Love You”
18. „I Love You (English Version)”

## Wykonawcy
- Muniek Staszczyk – wokal
- Jan Benedek – gitara solowa
- Jacek Perkowski – gitara elektryczna
- Paweł Nazimek – gitara basowa
- Jarosław „Sidney” Polak – perkusja, instrumenty perkusyjne